# Isoesquizómero

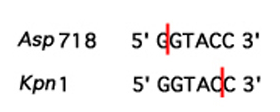
Isoesquizómeros.

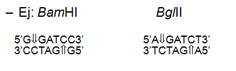
Enzimas de restricción con extremos compatibles.

Los isoesquizómeros son dos enzimas de restricción con la misma secuencia de reconocimiento, aunque pueden que no corten en la misma posición (por ejemplo, una puede dejar extremos romos y su isoesquizómera, extremos cohesivos). Por el contrario, dos enzimas que reconocen secuencias medianamente diferentes, y cortan dejando los mismos extemos, se denominan isocaudómeros. Un par de isoesquizómeros son las enzimas Asp718 y KpnI. No se debe confundir con las enzimas con extremos compatibles, que son enzimas que, aunque reconozcan distinta secuencia, dejan extremos cohesivos iguales (y por tanto, complementarios entre ellos). Por ejemplo, las enzimas BamHI y Bg/II.

## Subtipos de isoesquizómeros

### Neoesquizómeros
La primera enzima que se descubre, que reconoce y corta en un sitio específico, se denomina "enzima prototipo". Las enzimas que se encuentren posteriormente y que reconozcan la misma secuencia, serán isoesquizómeros.
Una enzima que reconoce la misma secuencia pero corta en lugares diferentes, se denomina neoesquizómero, y son un subtipo de isoesquizómeros. Dos neoesquizómeros serían SmaI (CCC/GGG) y XmaI (C/CCGGG).

### Isoesquizómeros que reconocen ADN metilado
En algunos casos, uno de los isoesquizómeros es capaz de reconocer si su secuencia de restricción está metilada, mientras que otros isoesquizómeros pueden reconocer solamente secuencias no metiladas. Esta propiedad de algunos isoesquizómeros, permite la identificación del estado de metilación de un sitio de restricción a la hora de analizar el estado epigenético de una secuencia de ADN.
Dos ejemplos de isoesquizómeros de este tipo son HpaII y MspI, que reconocen la secuencia -CCGG- cuando no está metilada. Sin embargo, cuando la segunda citosina está metilada, MspI también puede reconocer la secuencia, mientras que HpaII no puede hacerlo.